# بلکمور
بلکمور (به انگلیسی: Blackmore) یک روستا در بریتانیا است که در برنت‌وود واقع شده‌است.